# آندریا پوپوویچ
آندریا پوپوویچ (انگلیسی: Andrija Popović؛ زادهٔ ۲۲ سپتامبر ۱۹۵۹) سیاست‌مدار اهل مونته‌نگرو و بازیکن سابق واترپلو اهل یوگسلاوی است.